# Mexicerberus troglodytes
Mexicerberus troglodytes är en kräftdjursart som beskrevs av Schultz 1974. Mexicerberus troglodytes ingår i släktet Mexicerberus och familjen Microcerberidae. Inga underarter finns listade i Catalogue of Life.